# Mosesite
La mosesite è un minerale.